# Marcia Gay Harden
Marcia Gay Harden (født 14. august 1959) er en amerikansk skuespiller kendt fra film som Mystic River og for Pollock, for hvilken hun vandt en Oscar for bedste kvindelige birolle.

## Filmografi i udvalg
- Miller's Crossing (1990)
- Sinatra (1992)
- The First Wives Club (1996)
- Spy Hard (1996)
- Space Cowboys (2000)
- Pollock (2000)
- Mystic River (2003)
- Mona Lisa Smile (2003)
- Welcome to Mooseport (2004)
- The Hoax (2006)
- Into the Wild (2007)
- Fifthy shades of Grey